# Anna Bondra

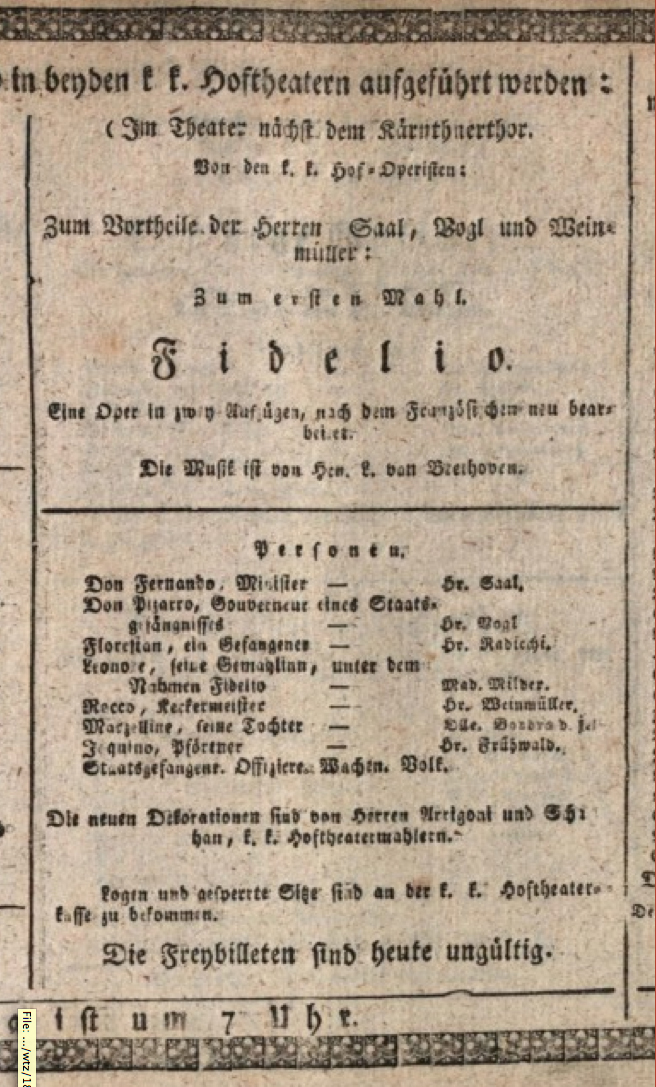
Anschlagzettel zur Uraufführung der dritten Fassung des Fidelio am 23. Mai 1814 im Kärntnertortheater

Anna „Nanette“ Bondra (* 21. März 1798 in Wien, Habsburgermonarchie; † 11. Juli 1836 in Wien, Kaiserthum Österreich) war eine österreichische Opernsängerin (Sopran, Mezzosopran).

## Leben
Anna (auch Nanette) Bondra, die Tochter eines Wiener Chordirektors, war die jüngere Schwester der Sängerin Therese Bondra (1794–1816). Sie war vom 22. Jänner 1811 bis zum 30. Juni 1822 Mitglied der k.k. Hoftheater und gehörte anschließend zum Ensemble der italienischen Oper in Wien.
Von musikgeschichtlicher Bedeutung ist ihre Verkörperung der Marzelline bei der Uraufführung der dritten, endgültigen Fassung von Beethovens Oper Fidelio, die am 23. Mai 1814 im Theater am Kärntnertor stattfand. Um sie von ihrer älteren Schwester unterscheiden zu können, wurde sie auf dem Anschlagzettel als „Dlle. Bondra d.j.“ bezeichnet.
Später sang sie auch Mezzosopranpartien und war als Konzertsolistin erfolgreich.
„Anna Bondra, Opernsängerinn im k.k. Hoftheater nächst dem Kärntnerthore“ wohnte zuletzt in der Kärntnerstraße Nr. 1076 und starb im Alter von nur 38 Jahren nach einer Scharlacherkrankung „an Ablagerung des Scharlachausschlages auf das Gehirn“.